# Mare Orientale

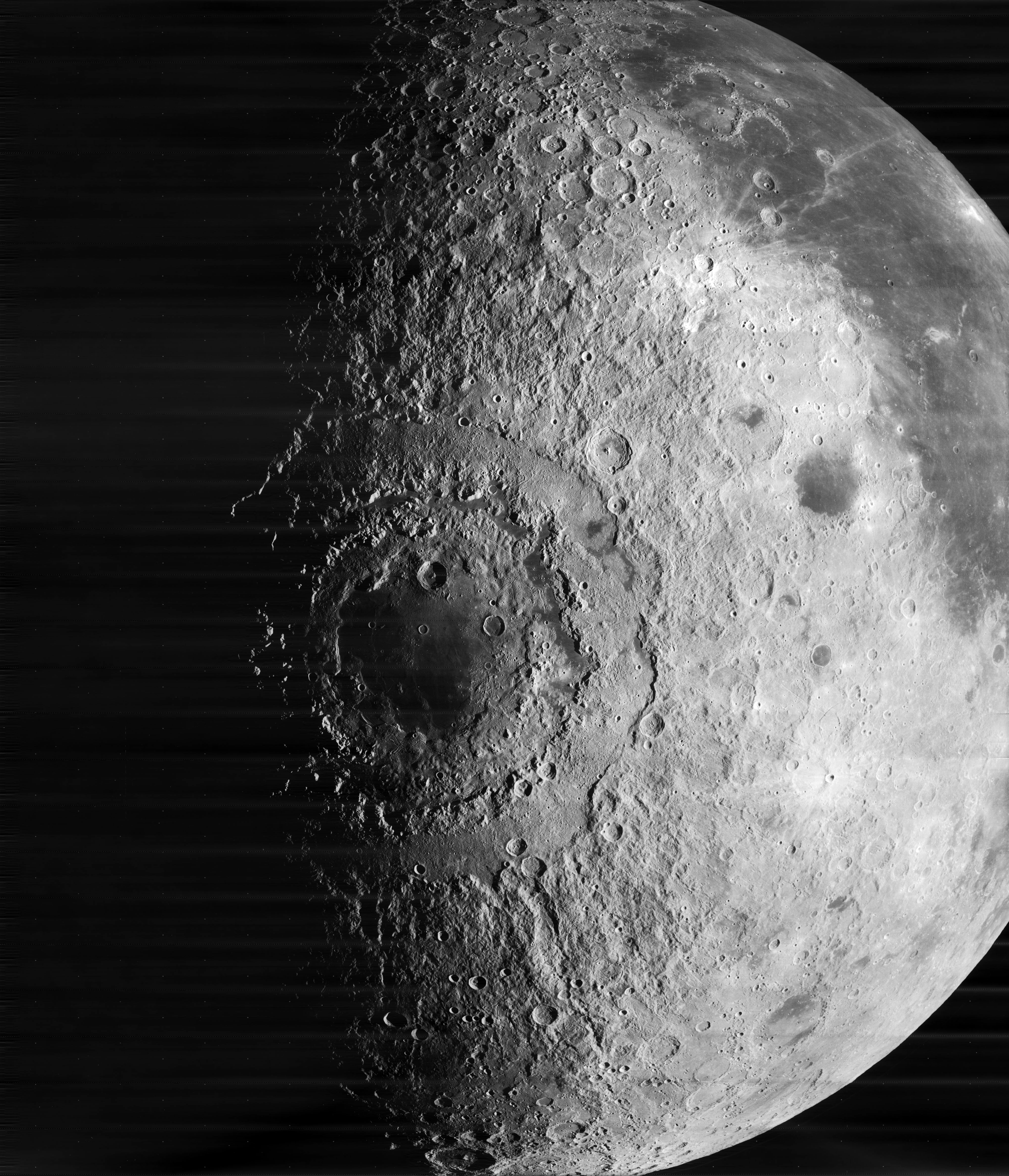
Al centro il mare Orientale

Il Mare Orientale è un mare lunare che si estende in parte sul lato visibile della Luna e in parte su quello nascosto. Data la sua posizione non è di facile osservazione dalla Terra, ma è una delle strutture lunari più riconoscibili con la sua forma a "bersaglio".

## Etimologia
Si pensa che il nome attuale di questo mare sia stato assegnato dall'astronomo tedesco Julius Franz nel suo libro del 1906 Der Mond. Comunque, nel suo libro On the Moon, Patrick Moore sostenne di aver scoperto e battezzato il mare nel 1946.
Negli anni sessanta, grazie ad immagini di Gerard Kuiper, si riconobbe la struttura come cratere d'impatto.
Al tempo in cui fu assegnato il nome, si considerava per convenzione quel lato come "est", da qui il nome Orientale. Tuttavia nel 1961 l'Unione Astronomica Internazionale adottò un'altra convenzione, e quel lato divenne il bordo ovest della Luna.

## Caratteristiche
Il materiale all'interno del bacino orientale non è stato campionato dalle missioni del programma Apollo, perciò la sua età precisa non è conosciuta. Comunque, potrebbe essere il più recente bacino d'impatto sulla Luna, dato che si pensa sia leggermente più giovane del bacino Imbrium che risale a 3,85 miliardi di anni fa. Il materiale che circonda il bacino risale all'imbriano inferiore mentre il materiale all'interno all'imbriano superiore.
Il mare si estende per circa 900 chilometri e fu formato dall'impatto di un asteroide. A differenza degli altri bacini lunari, l'Orientale è relativamente meno sommerso dal basalto, lasciando esposte alla vista molte delle strutture del bacino. La zona centrale del bacino è coperta da uno strato sottile di basalto, probabilmente meno di 1 chilometro di spessore, molto meno degli altri bacini nelle vicinanze.
La collisione ha causato delle increspature sulla crosta lunare, dando luogo a tre strutture circolari concentriche. L'anello più interno sono i Montes Rook, mentre quello più esterno sono i Montes Cordillera, 930 chilometri di diametro. Gli ejecta iniziano appena fuori dai Montes Cordillera e si estendono fino a 500 chilometri di distanza; essi hanno una struttura corrugata con disegni lineari che puntano verso il centro del mare.
Agli antipodi del Mare Orientale si trova il Mare Marginis.